# Ambisónico
Ambisónico o Ambisonics es un formato de sonido envolvente de esfera completa: además del plano horizontal, abarca las fuentes de sonido situadas por encima y por debajo del oyente.
A diferencia de otros formatos de sonido envolvente multicanal, sus canales de transmisión no transportan señales de altavoz. En su lugar, contienen una representación independiente del altavoz de un campo de sonido llamado formato B, que luego se decodifica para la configuración de altavoces del oyente. Este paso adicional permite al productor pensar en la dirección de la fuente en lugar de en la posición de los altavoces, y ofrece al oyente un considerable grado de flexibilidad en cuanto a la disposición y el número de altavoces utilizados para la reproducción.
Ambisonico se desarrolló en el Reino Unido en la década de 1970 bajo los auspicios de la National Research Development Corporation británica.
A pesar de su sólida base técnica y sus numerosas ventajas, el Ambisónico no había tenido hasta hace poco (principios del siglo XXI) un éxito comercial, y sólo sobrevivía en aplicaciones de nicho y entre los aficionados a la grabación.
Con la disponibilidad generalizada del potente procesamiento digital de señales (frente a los circuitos analógicos caros y propensos a errores que hubo que utilizar durante sus primeros años) y la exitosa introducción en el mercado de los sistemas de sonido envolvente de cine en casa desde la década de 1990, el interés por Ambisonics entre ingenieros de grabación, diseñadores de sonido, compositores, empresas de medios de comunicación, radiodifusores e investigadores ha vuelto y sigue aumentando. 
En particular, ha demostrado ser una forma eficaz de presentar audio espacial en aplicaciones de realidad virtual (por ejemplo, YouTube 360 Video), ya que la escena en formato B puede girarse para adaptarse a la orientación de la cabeza del usuario y decodificarse después como estéreo binaural. 

## Desarrollo actual

### Código abierto
Desde 2018 existe una implementación libre y de código abierto en la IEM Plugin Suite y la suite SPARTA que implementan los recientes desarrollos académicos y el códec de sonido Opus. Opus proporciona dos modos de codificación de canales: uno que simplemente almacena los canales individualmente, y otro que pondera los canales a través de una matriz fija e invertible para reducir la redundancia. En 2020 se publicó una prueba de escucha de los ambisonics de Opus, como calibración para AMBIQUAL, una métrica objetiva para ambisonics comprimidos de Google. Opus ambisonics de tercer orden a 256 kbps tiene una precisión de localización similar en comparación con Opus ambisonics de primer orden a 128 kbps. 

### Interés empresarial
Desde su adopción por Google y otros fabricantes como el formato de audio preferido para realidad virtual, Ambisonics ha experimentado un aumento del interés.
En 2018, Sennheiser lanzó su micrófono VR, y Zoom lanzó un grabador de campo Ambisonics. Ambos son implementaciones del diseño de micrófono tetraédrico que produce Ambisonics de primer orden.
Varias empresas investigan actualmente en Ambisonics:
- BBC[10][11][12]
- Technicolor Research and Innovation/Thomson Licensing.[13][14]

Dolby Laboratories han manifestado su «interés» por Ambisonics al adquirir (y liquidar) la empresa barcelonesa imm sound, especialista en Ambisonics, antes de lanzar Dolby Atmos, que, aunque no se ha revelado su funcionamiento exacto, aplica el desacoplamiento entre la dirección de la fuente y las posiciones reales de los altavoces.  Atmos adopta un enfoque fundamentalmente diferente, ya que no trata de transmitir un campo sonoro, sino que transmite premezclas o secuencias discretas (es decir, flujos de datos sonoros sin procesar) junto con metadatos sobre la ubicación y la dirección de la que parecen proceder. Las secuencias se descodifican, mezclan y reproducen en tiempo real con los altavoces disponibles en el lugar de reproducción.

### Uso en videojuegos
Ambisponico de orden superior ha encontrado un nicho de mercado en los videojuegos desarrollados por Codemasters. Su primer juego en utilizar un motor de audio Ambisonic fue Colin McRae: DiRT, sin embargo, este solo utilizó Ambisonics en la plataforma PlayStation 3. Su juego Race Driver: GRID extendió el uso de Ambisonics a la plataforma Xbox 360, y Colin McRae: DiRT 2 utiliza Ambisonics en todas las plataformas, incluido el PC. Los juegos recientes de Codemasters, F1 2010, Dirt 3, F1 2011 y Dirt: Showdown,  utilizan Ambisonics de cuarto orden en ordenadores más rápidos, renderizado por Blue Ripple Sound's Rapture3D OpenAL de Blue Ripple Sound y audio Ambisonic premezclado producido con los complementos Ambisonic WigWare de Bruce Wiggins.
OpenAL Soft, una implementación gratuita y de código abierto de la especificación OpenAL, también utiliza Ambisonics para renderizar audio 3D. OpenAL Soft puede utilizarse a menudo como sustituto de otras implementaciones de OpenAL, permitiendo que varios juegos que utilizan la API OpenAL se beneficien de la renderización de audio con Ambisonics. 
Para muchos juegos que no hacen uso de la API OpenAL de forma nativa, el uso de una wrapper o una cadena de envoltorios puede ayudar a que estos juegos utilicen indirectamente la API OpenAL. En última instancia, esto lleva a que el sonido se renderice en Ambisonics si se está utilizando un controlador OpenAL capaz como OpenAL Soft.
El Unreal Engine soporta el renderizado Ambisonics de campos de sonido desde la versión 4.25. El motor Unity admite el trabajo con clips de audio Ambisonics desde la versión 2017.1.